# Jonathan Jennings
Jonathan Jennings (Readington, 1784 – Charlestown, 26 de julho de 1834) foi um político norte-americano, o 1º governador de Indiana e membro da Câmara dos Representantes dos Estados Unidos. Nascido em Readington, Nova Jérsei, ele estudou direito junto com seu irmão antes de emigrar para Indiana em 1806 para especular terras. Jennings ficou envolvido em uma disputa pessoal com o governador William Henry Harrison, que o fez entrar na política e estabelecer suas ideologias. Ele foi eleito para representar o Território de Indiana no Congresso ao conseguir dividir os apoiadores de Harrison e concorrer como um candidato anti-Harrison. Em 1812 ele era o líder da facção antiescravagista, antigovernador e a favor da elevação de Indiana à categoria de estado. Jennings e seus aliados alcançaram seus objetivos e assumiram o controle da assembleia geral territorial após a renuncia de Harrison. Ele foi escolhido como presidente da Convenção Constitucional de Indiana. Jennings era a favor de banir a escravidão constitucionalmente e de criar um executivo fraco em favor de um legislativo forte.
Depois de Indiana tornar-se estado, Jennings foi eleito seu primeiro governador. Ele construiu estradas e negociou o Tratado de St. Mary's para abrir a porção central do estado a colonização. Seus oponentes o atacaram alegando que sua participação no tratado era inconstitucional, iniciando um impeachment contra ele; a medida foi derrotada por uma pequena margem após uma investigação e a renúncia de seu vice-governador. Durante seu segundo mandato e após o Pânico de 1819, Jennings começou a passar por dificuldades financeiras por ter se comprometido a não receber salário; a situação piorou quando ele não conseguiu manter seus interesses comerciais e administrar o estado.
Jennings renunciou durante seu segundo mandato depois de vencer a eleição para a Câmara dos Representantes. Ele serviu cinco mandatos no Congresso, promovendo gastos em melhorias internas. Ele sempre bebeu muito, e seu vício piorou após a morte de sua esposa e o desenvolvimento de um reumatismo. O problema lhe custou sua reeleição em 1830. Sua condição impediu que ele também trabalhasse em sua fazenda; sua situação financeira ruiu e os credores queriam tirar suas terras e sua fazenda em Charlestown Para protegê-lo, o senador John Tipton, amigo de Jennings, comprou a fazenda e permitiu que ele continuasse a morar lá. Depois de morrer em 1834, seus credores compraram a propriedade deixando-o sem dinheiro para comprar uma lápide para seu túmulo.
Historiadores tiveram interpretação diferentes acerca da vida de Jennings e seu impacto no desenvolvimento de Indiana. Primeiros historiadores, como Jacob Piatt Dunn e William Woollen, muito o elogiaram e o creditaram por derrotar as forças pró-escravagistas em Indiana e por estabelecer as fundações do estado. Historiadores mais críticos durante a Proibição, como Logan Eseray, descreveram Jennings como um político alcoólatra, astuto e autopromocional. Os mais modernos, como Keith Mills, colocaram sua importância entre dois extremos, afirmando que o "estado lhe deve mais do que pode ser calculado".